# Heinrich Johann Wilhelm Mensching
Heinrich Johann Wilhelm Mensching (* 22. Dezember 1866 in Hülshagen; † 3. April 1942 in Heuerßen) war ein deutscher Landwirt und Politiker (Wirtschaftspartei).
Mensching lebte auf dem elterlichen Hof in Hülshagen, den er bis 1910 als Landwirt bewirtschaftete. 1893 heiratete er in Lauenhagen. Aus familiären Gründen tauschte er seine Hofstelle gegen einen Bauernhof in Heuerßen, die er später wieder gegen den elterlichen Betrieb zurücktauschte. 
Nach der Novemberrevolution 1918 war er 1919 bis 1922 Mitglied im Landtag des Freistaates Schaumburg-Lippe. 